# Ashcan School

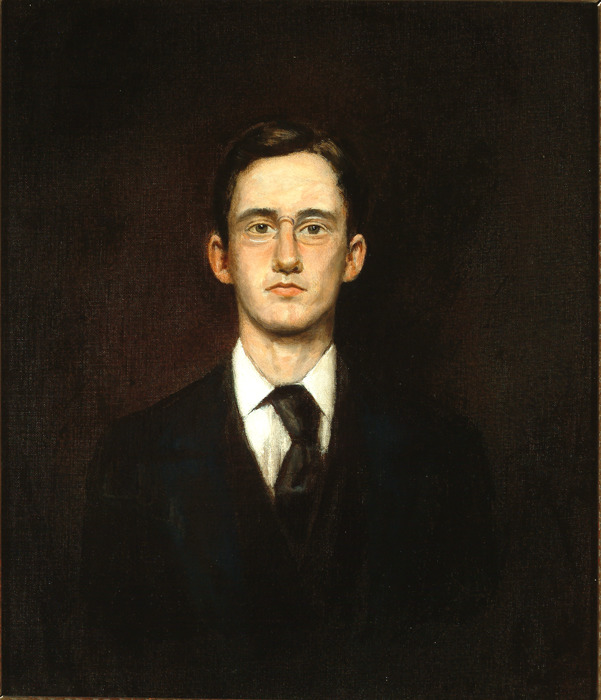
John French Sloan, Önarckép, 1890, olajfestmény, Delaware Art Museum (John Sloan az Ashcan School egyik vezető egyénisége volt)

Az Ashcan School, vagy Ash Can School művészeti mozgalom volt az Egyesült Államokban, valójában a 19. század végén és a 20. század elején New Yorkban alkotó amerikai realista festők és illusztrátorok csoportja nevének tekinthető. A mindennapi élet jeleneteit ábrázoló művészeik gyakran New York szegénynegyedeiben keresték a témáikat, azok mindennapi életét ábrázolták, a csoport tagjai közé tartoztak: Robert Henri (1865–1929), George Luks (1867–1933), William Glackens (1870–1938), John Sloan (1871–1951) és Everett Shinn (1876–1953). Néhányan a neves realista festőművész, Thomas Anshutz tanítványaiként ismerték meg egymást a Pennsylvaniai Szépművészeti Akadémián, mások philadelphiai újságoknál dolgoztak illusztrátorként.
Az amerikai költő, Walt Whitman Fűszálak c. kötetének költeményeiből is inspirációt nyert mozgalom a korabeli politikai lázadás szellemiségének szimbóluma volt, az első lázadók, akik megteremtették az amerikai avantgárdot.

## A kezdetek és kibontakozásuk

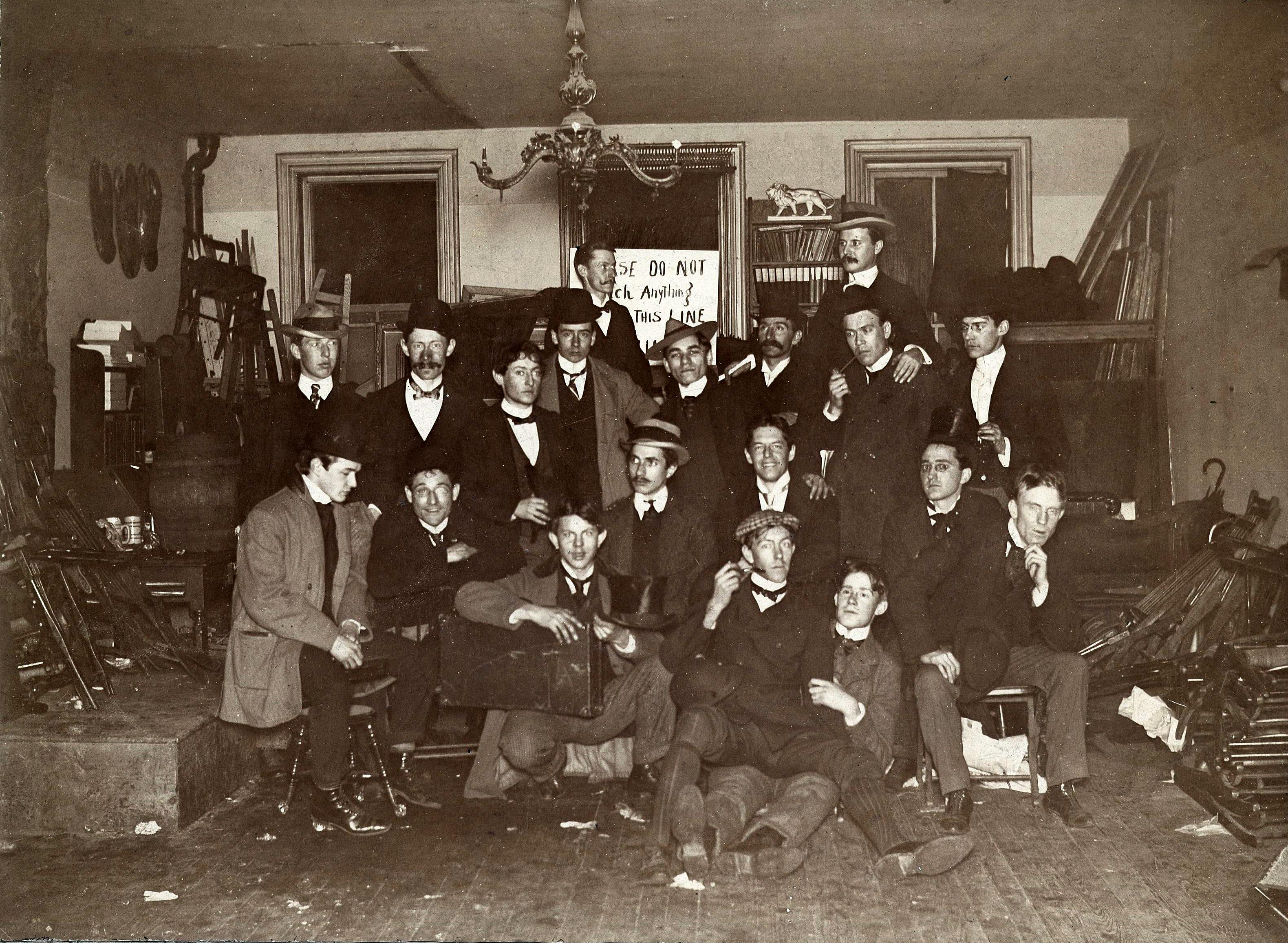
Az Ashcan School művészei és barátai, 1898

Az Ashcan School nem egy szervezett mozgalom volt, művészeik nem tettek közzé kiáltványt, vagy nem is azonosították magukat egy művészeti csoportként, avagy azonos célokat kitűző művészekként. Néhányan közülük politikailag elkötelezettek voltak, mások nem. A közös bennük, hogy megpróbáltak a modern városról olyan igazságokat megmutatni, amitől a tradicionális vizuális iskolák távol tartották magukat.
Az Ashcan School művészei szembe fordultak az Egyesült Államokban a 19. századvég és a 20. századelő két legelismertebb irányzatával, az amerikai impresszionizmussal és az akadémikus realizmussal. John Singer Sargent, William Merritt Chase, Kenyon Cox, Thomas Wilmer Dewing és Abbott Thayer festményeivel ellentétben színkezelésükre inkább a sötétebb tónus volt jellemző. Ugyanakkor nem annyira technikai újításaikról, hanem témaválasztásuk miatt ismertek. Az ebben az időszakban magasba szökő metropoliszban gyökeret eresztett művészeik a város látképében a modern város élesebb helyzeteit ragadták meg, utcagyerekeket, prostituáltakat, aluljárókat, zsúfolt bérházakat, kötélen száradó ruhákat, vagy véres bokszolókat, birkózókat ábrázoltak. Témájuk rendszerint a szegénység; a városi lét sötét realitásai mind a kritikusok, ill. kurátorok megítélése szerint nem vonzhatta a kiállítások átlagos közönségét, vagy nem kelthette fel a gyűjtők érdeklődését, az iskola a „rútság apostolaként” is ismert volt.
Az eredetileg Philadelphiában formálódott művészcsoporthoz illusztrátorok is kapcsolódtak. A korabeli újságokban még fotókat nemigen jelenítettek meg, hanem illusztrátorokat alkalmaztak, viszont nem mindenki volt közülük jól képzett festő. Körük bővült fotográfusokkal is, majd az összes ashcan-művész 1904 körül áttelepült New Yorkba. Korai támogatójuk Gertrude Vanderbilt Whitney volt, a később megalakult Whitney Múzeum alapítója.
Az 1908-as, a New York-i Macbeth Galériában ”A Nyolcakat” bemutató kiállítástól az 1913-as, az európai avantgárddal való közös szereplésükig, azaz az Armory Show-n való részvételükig – ahol Picassót, Matisse-t, Duchamp-t ismerhette meg az amerikai közönség – már több progresszív kiállításon is szerepeltek. Viszont nem sokkal ez után az amerikai realizmus teljes hanyatlása bekövetkezett.
A modernizmus megjelenése az Egyesült Államokban az Ashcan School provokatív hírnevének végét is jelentette. A kubisták, fauve-ok és expresszionisták munkásságát népszerűsítő galériák megnyitásával 1920-ra az ashcan-stílus már régimódinak számított. 
Nevüket utólag kapták, a The Masses radikális szocialista magazinnak egy 1916 márciusi számában Art Young, a lap karikatúristája gúnyolta az alkotások témáját, a képeken látható szemetet, ennek köszönhetően kapták pejoratív felhanggal az „Ashcan School” (szemétláda iskola) nevet, jóval azután, hogy az ashcan-stílus már rég megszületett. A művészek viszont öntudatosan felvállalták az elnevezést, majd a negatív felhang gyorsan szertefoszlott.

## ”A Nyolcakhoz” való kapcsolatuk
Az Ashcan School-t gyakran azonosítják ”A Nyolcak” amerikai művészeti csoporttal, habár ténylegesen A Nyolcak körének csak öt tagja (Henri, Sloan, Glackens, Luks és Shinn) tartozott az Ashcan School-hoz is. Három másik művész – Arthur B. Davies, Ernest Lawson és Maurice Prendergast – teljesen más stílusban festett, és csak az 1908-as, a New York-i Macbeth Galériában ”A Nyolcakat” reflektorfénybe helyező kiállításon, jó pár évvel az ashcan-stílus megszületése után váltak ismertté.

## Galéria

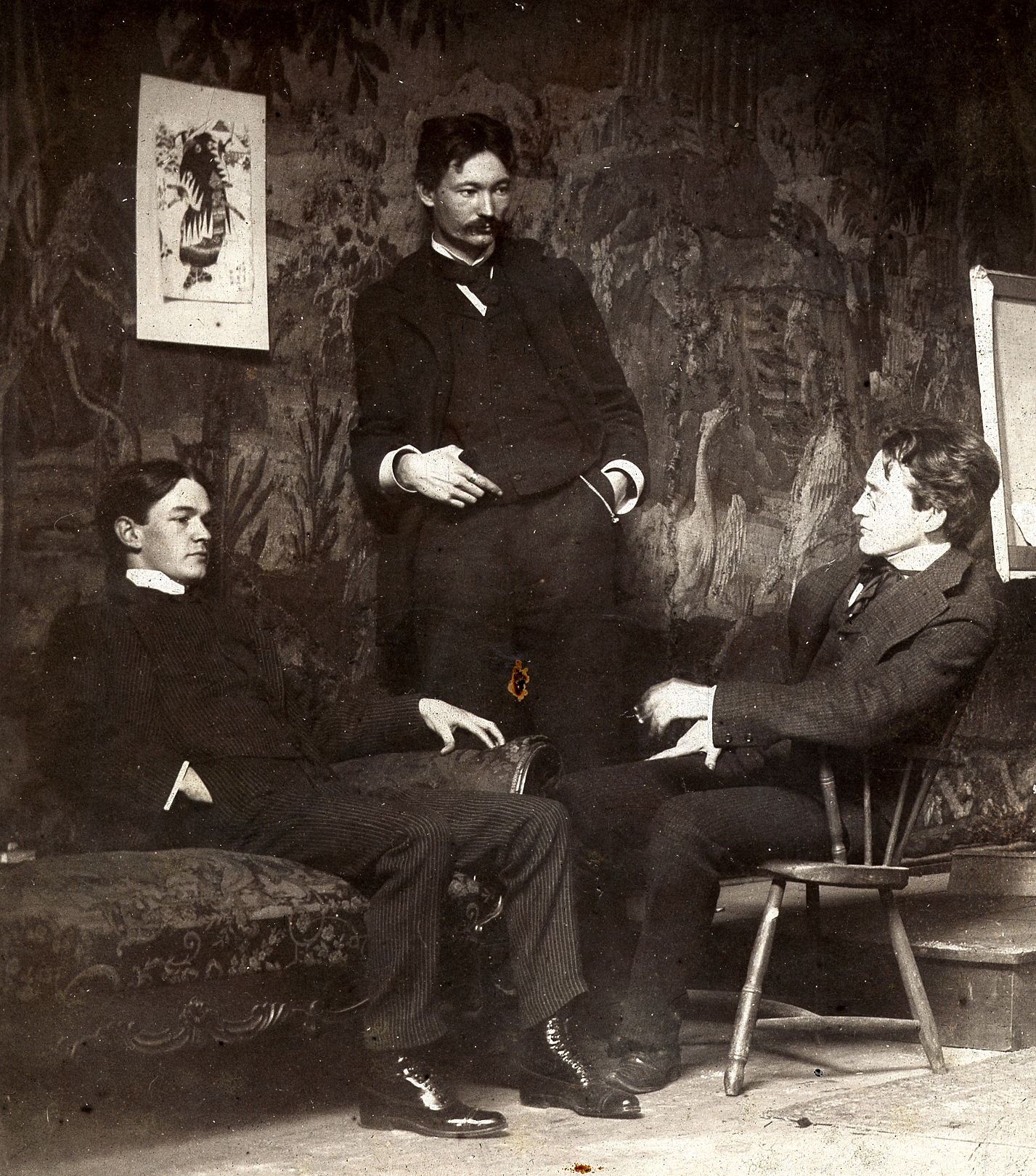
Az Ashcan School művészei, c. 1896, (fotó) balról jobbra: Everett Shinn, Robert Henri, John French Sloan
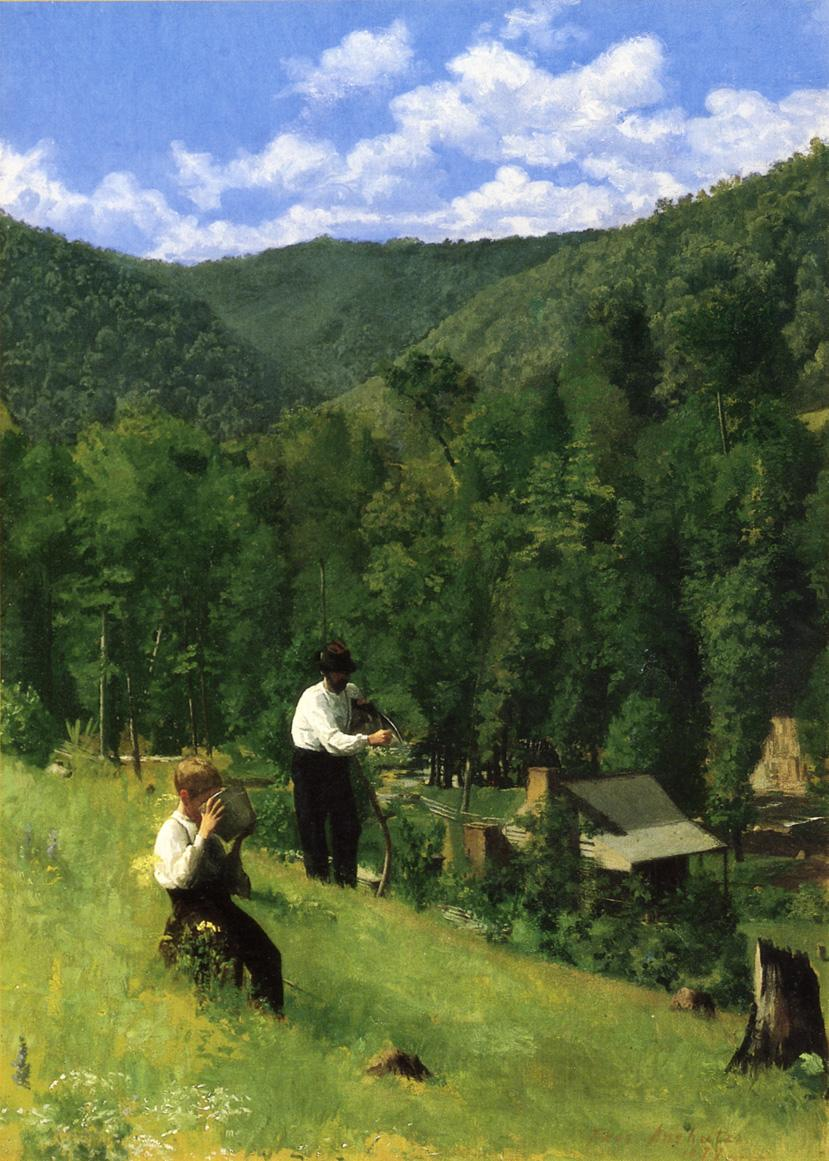
Thomas Pollock Anshutz (az iskola tagjainak mestere): Farmer és fia betakarításkor, 1879
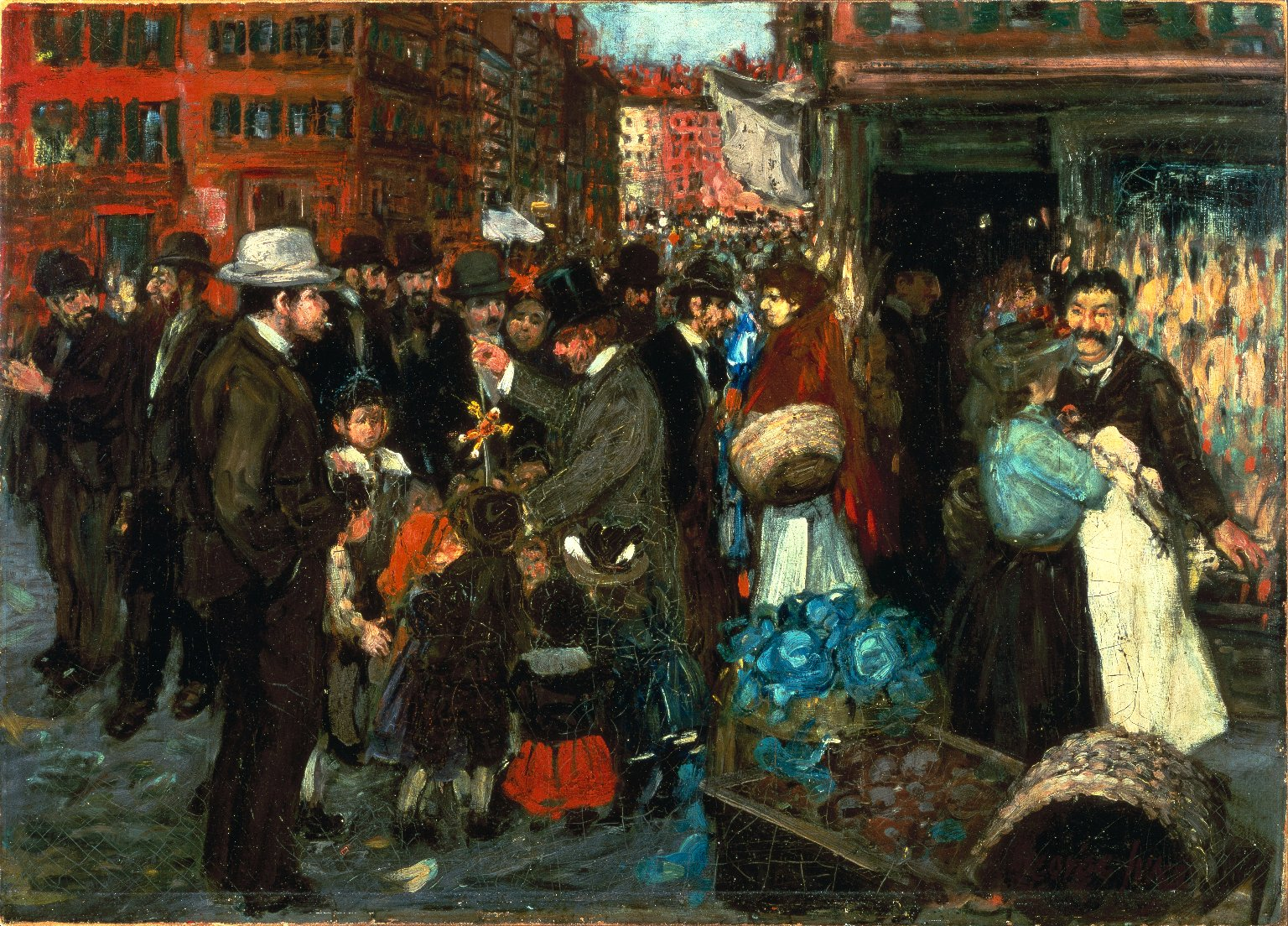
George Luks: Utcai jelenet, 1905, Brooklyn Museum
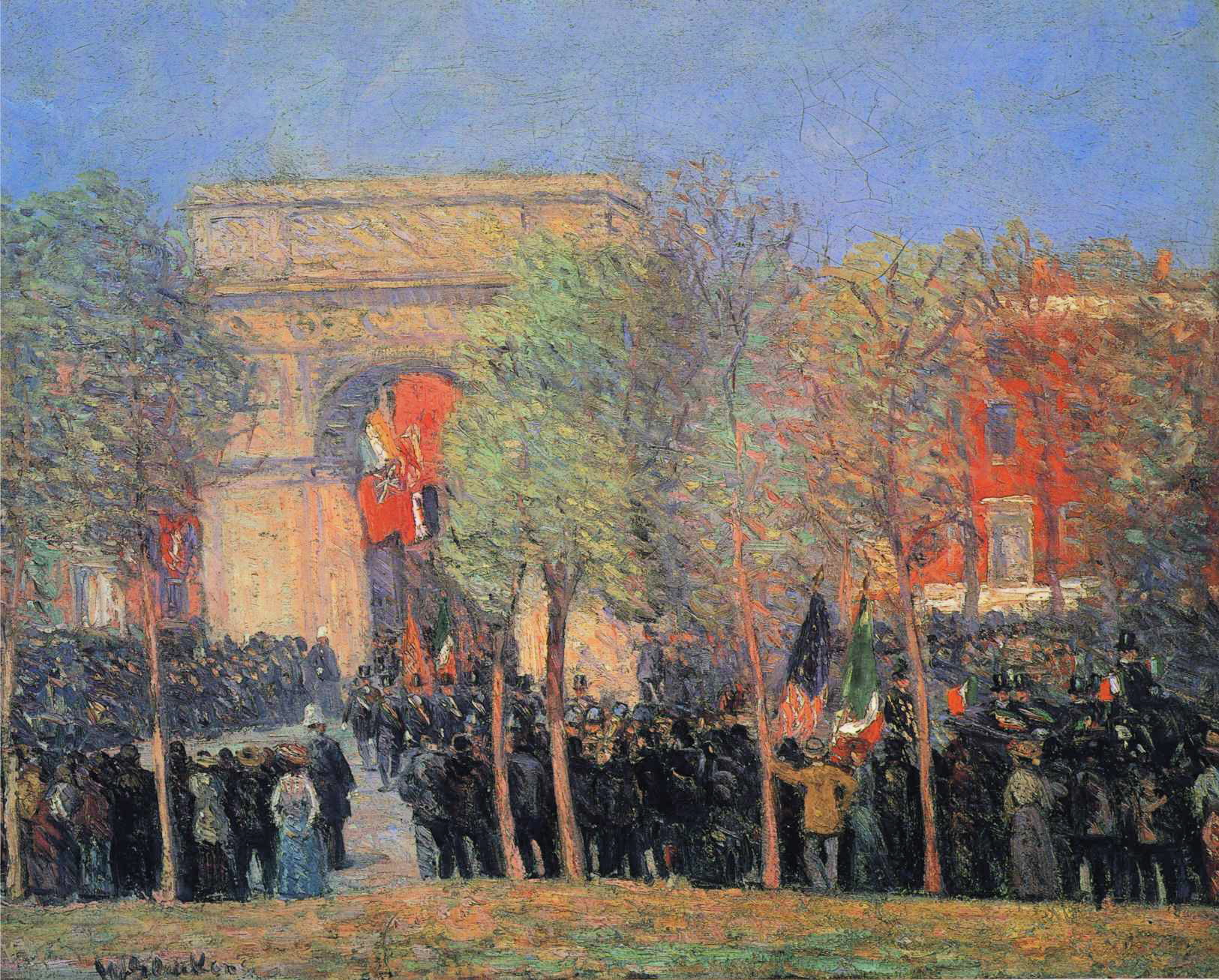
William Glackens: Olasz-amerikai ünnep a Washington Square-en, 1912, Boston Museum of Fine Arts
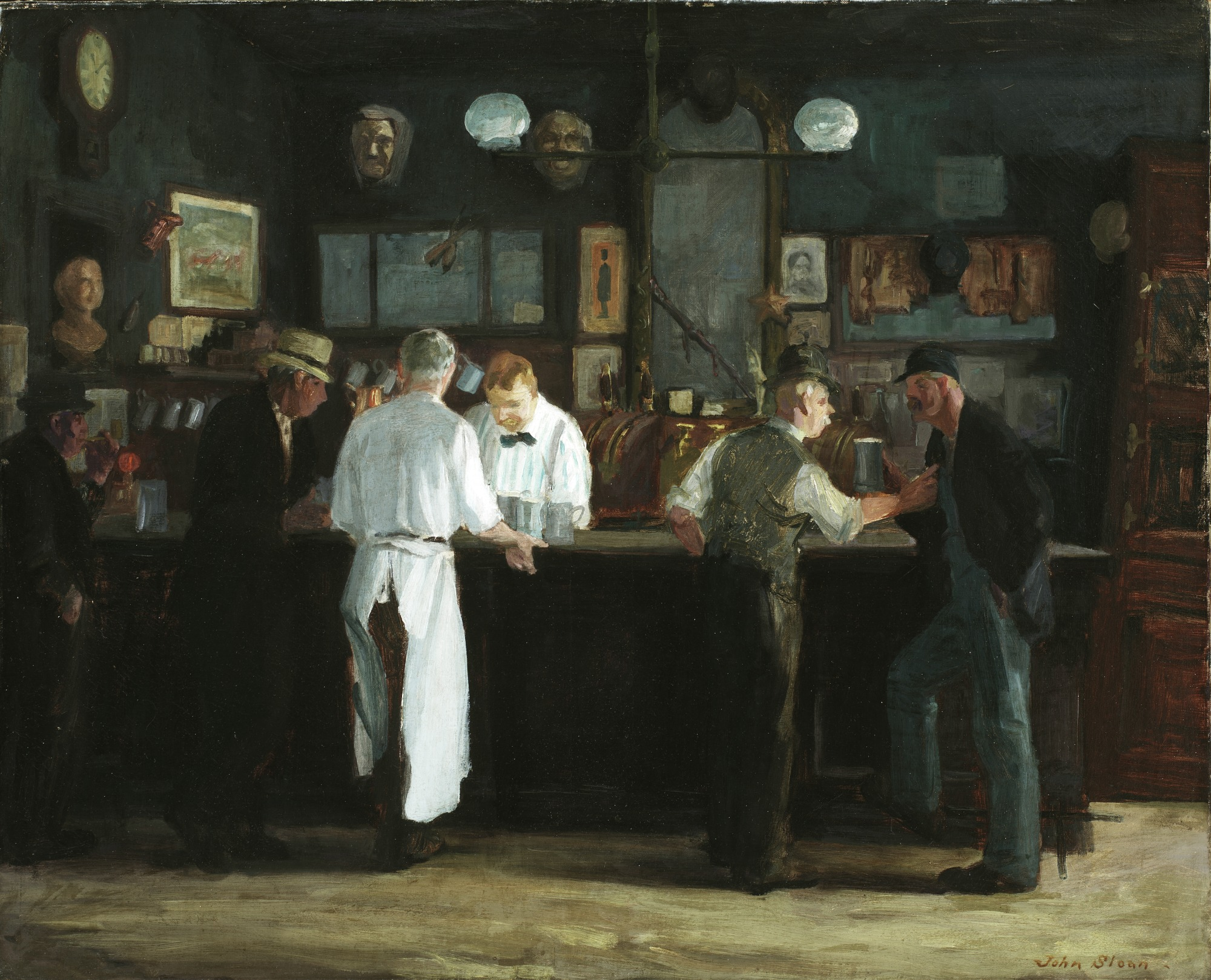
John French Sloan: McSorley öreg kocsmája, 1912, Detroit Institute of Arts
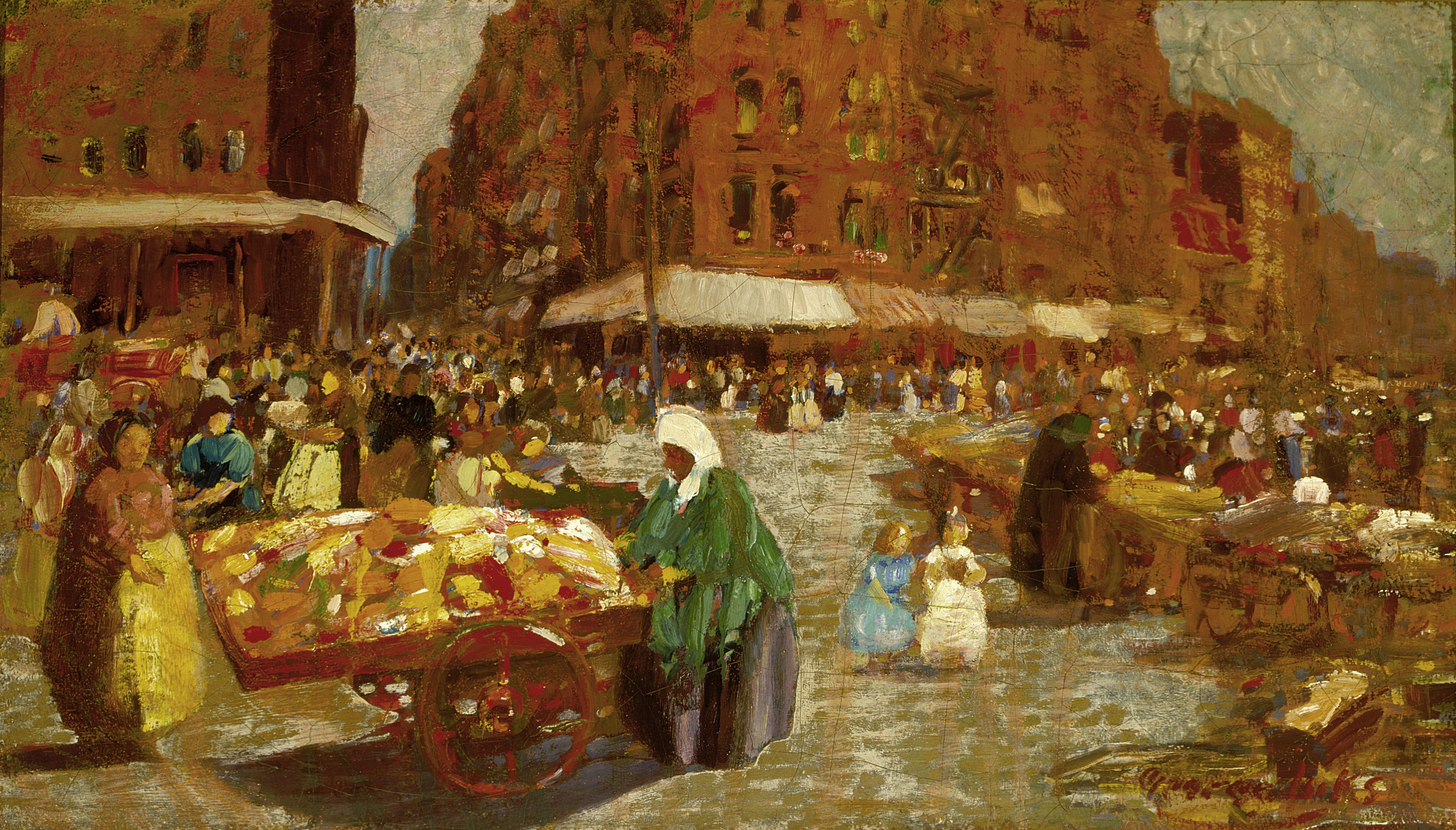
George Luks: Houston Street, 1917, olajfestmény, Saint Louis Art Museum
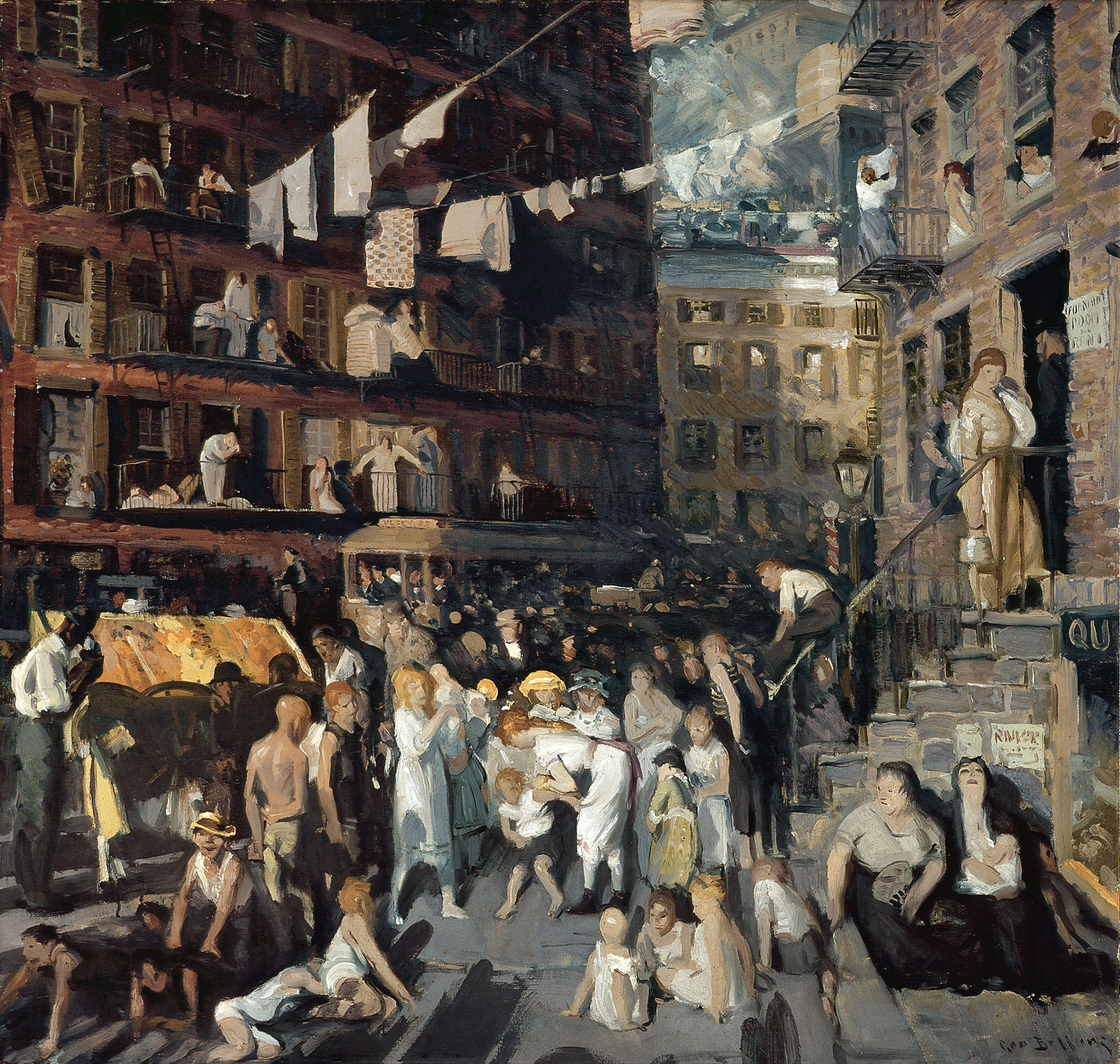
George Bellows: Sziklalakók: 1913, olajfestmény. Los Angeles County Museum of Art
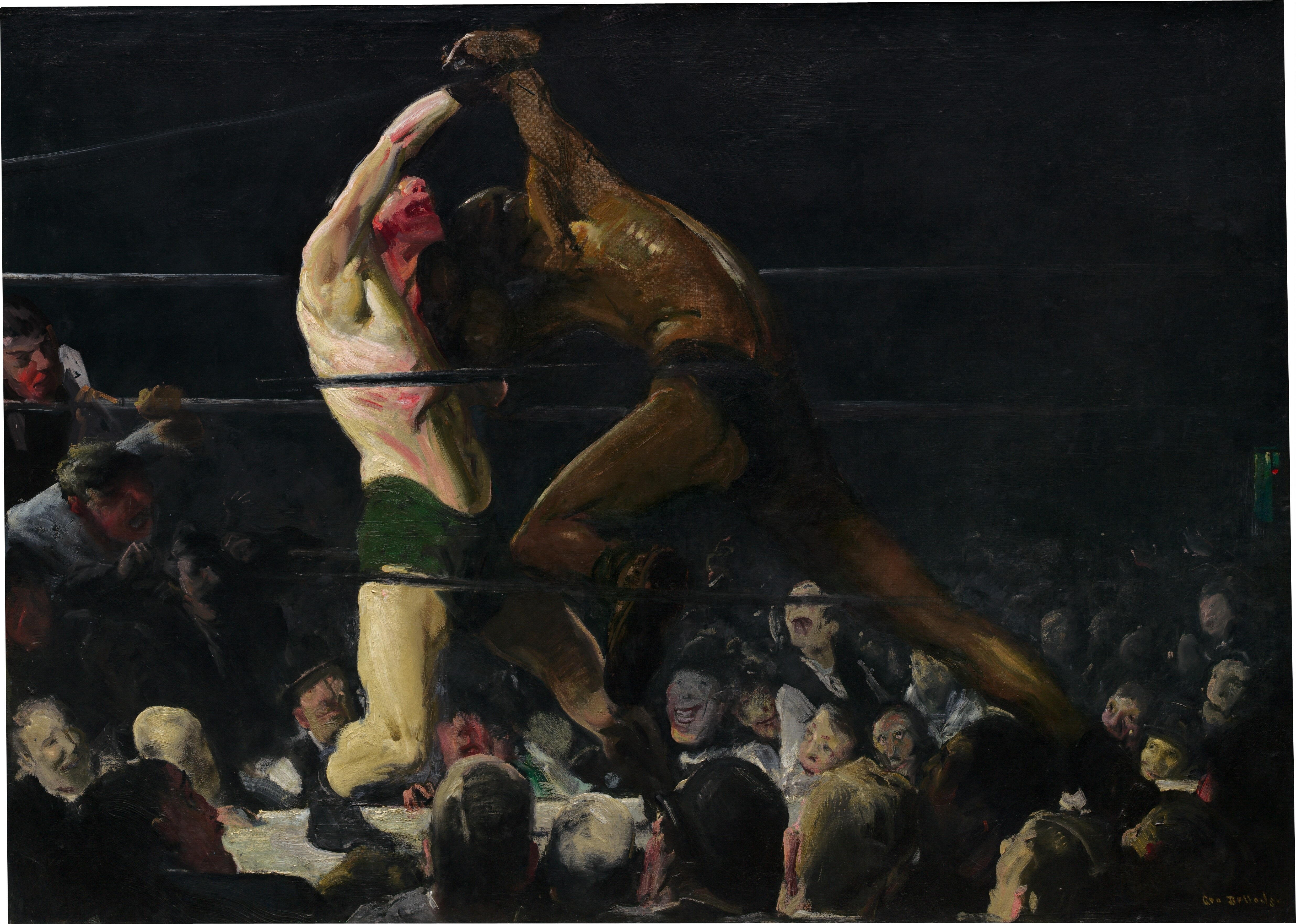
George Bellows: A klub két tagja, 1909, National Gallery of Art.
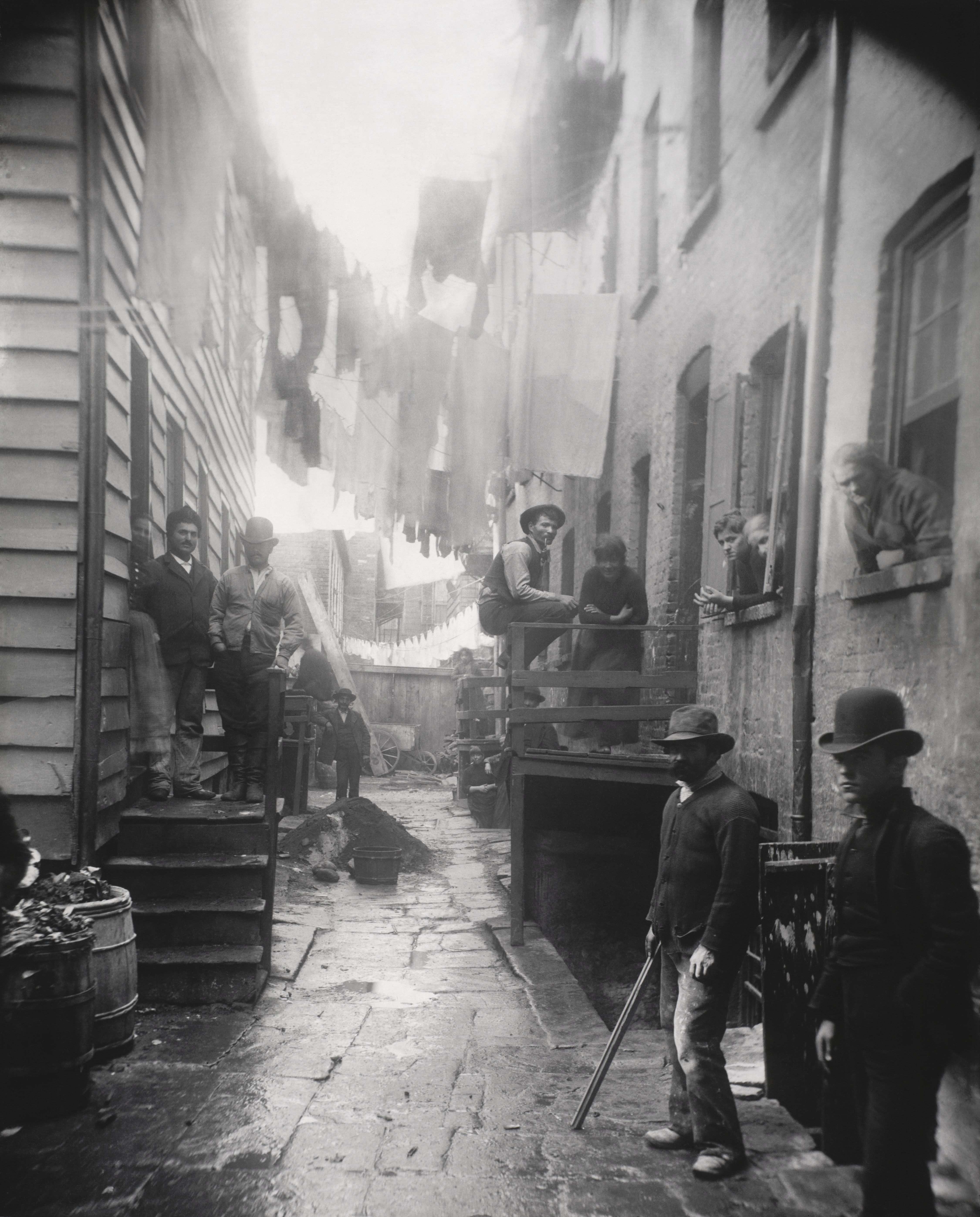
Jacob Riis: Bandita fészek, 1888, (fotó)
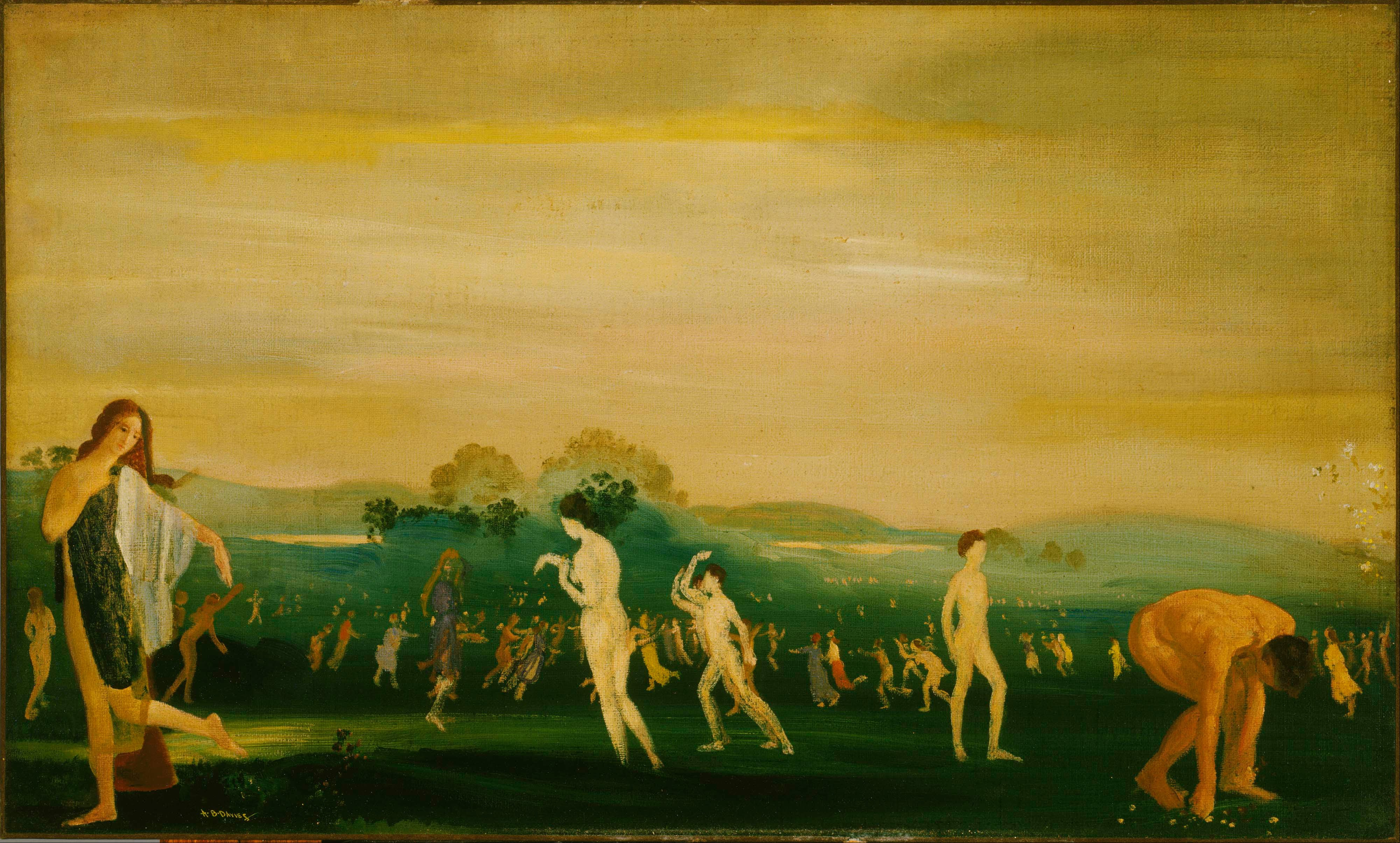
Arthur B. Davies: Elíziumi mezők, olajvászon, The Phillips Collection, Washington, DC.
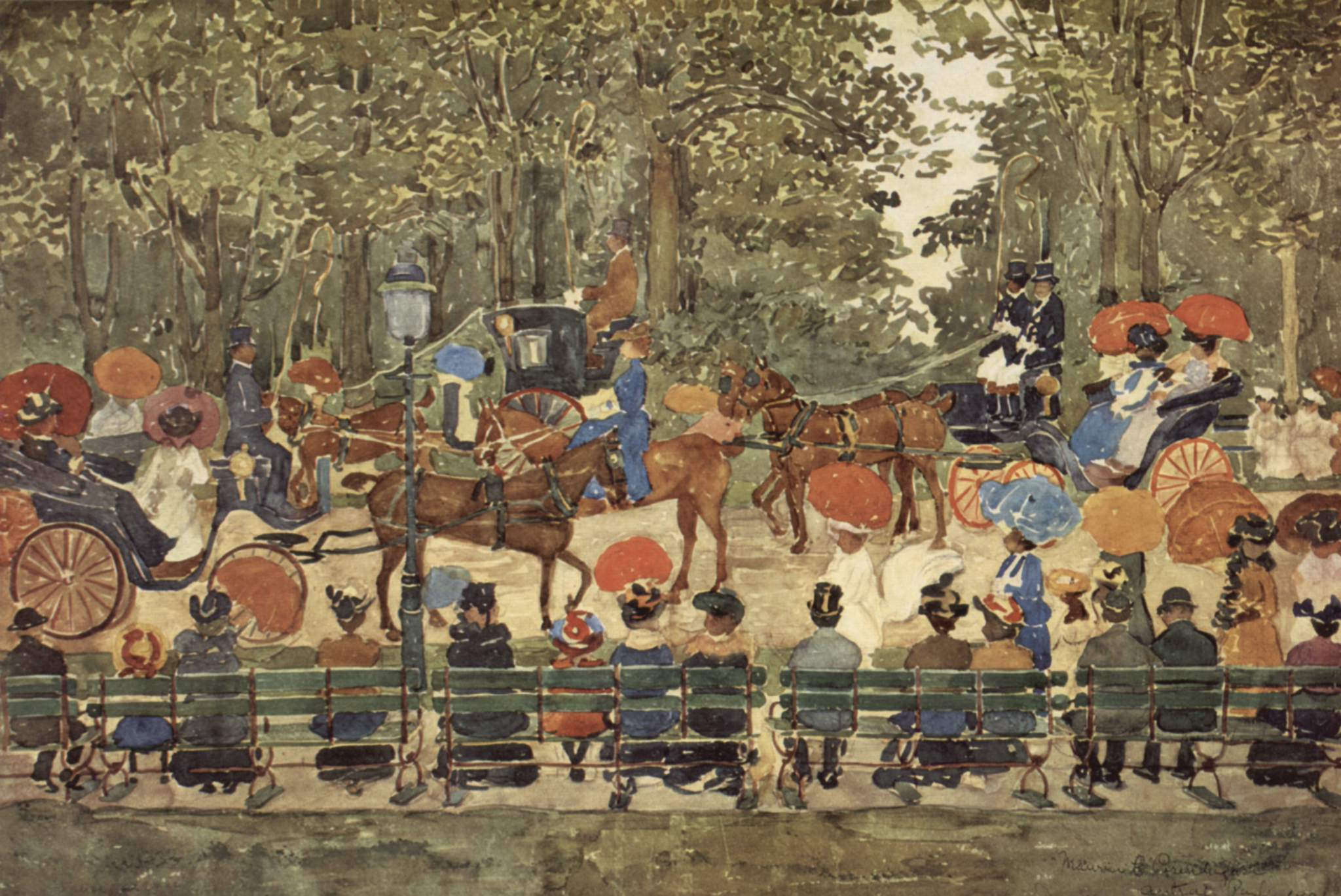
Maurice Prendergast: Central Park, New York, 1901, Whitney Múzeum
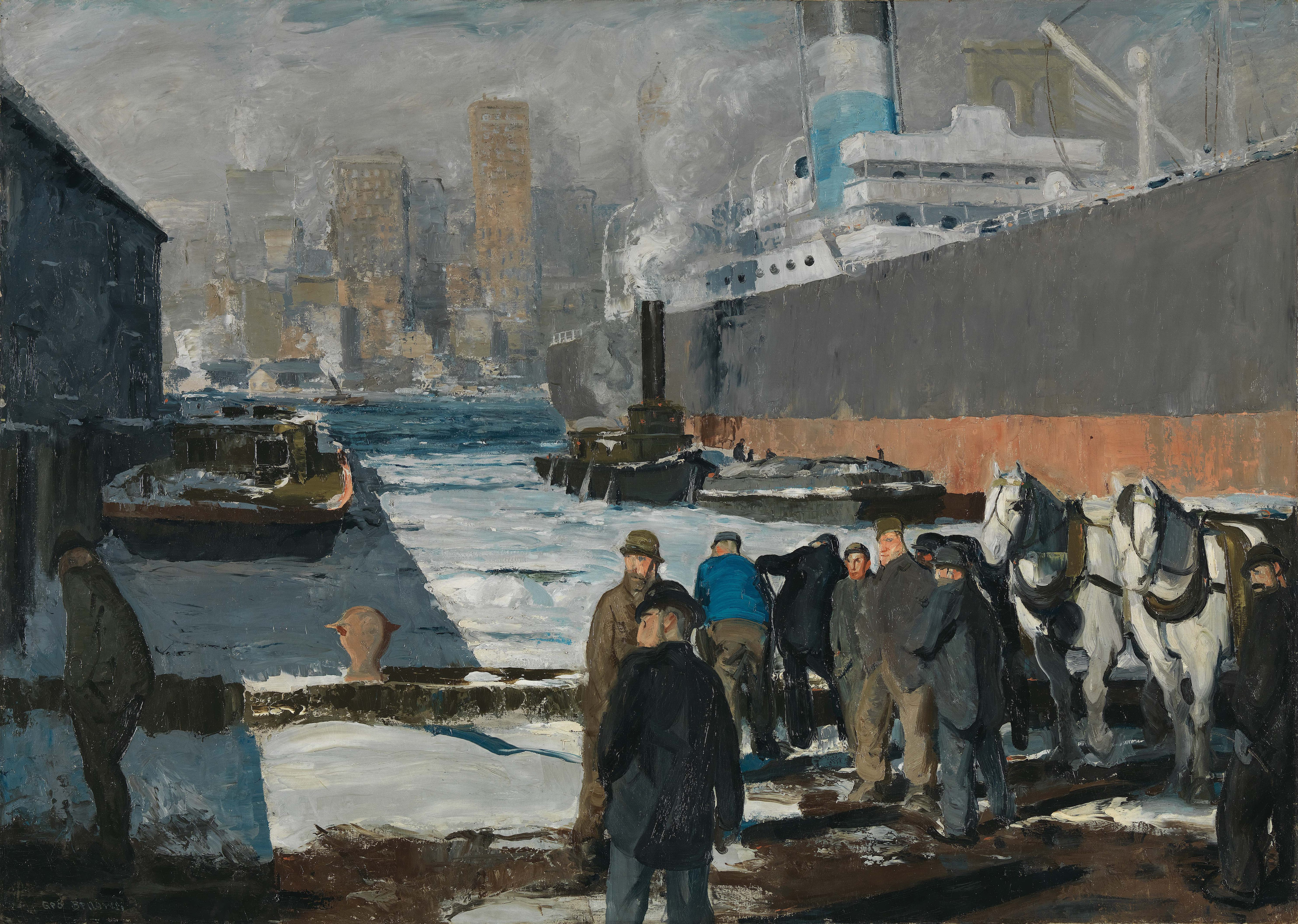
George Bellows: Dokkmunkások, 1912, National Gallery, London
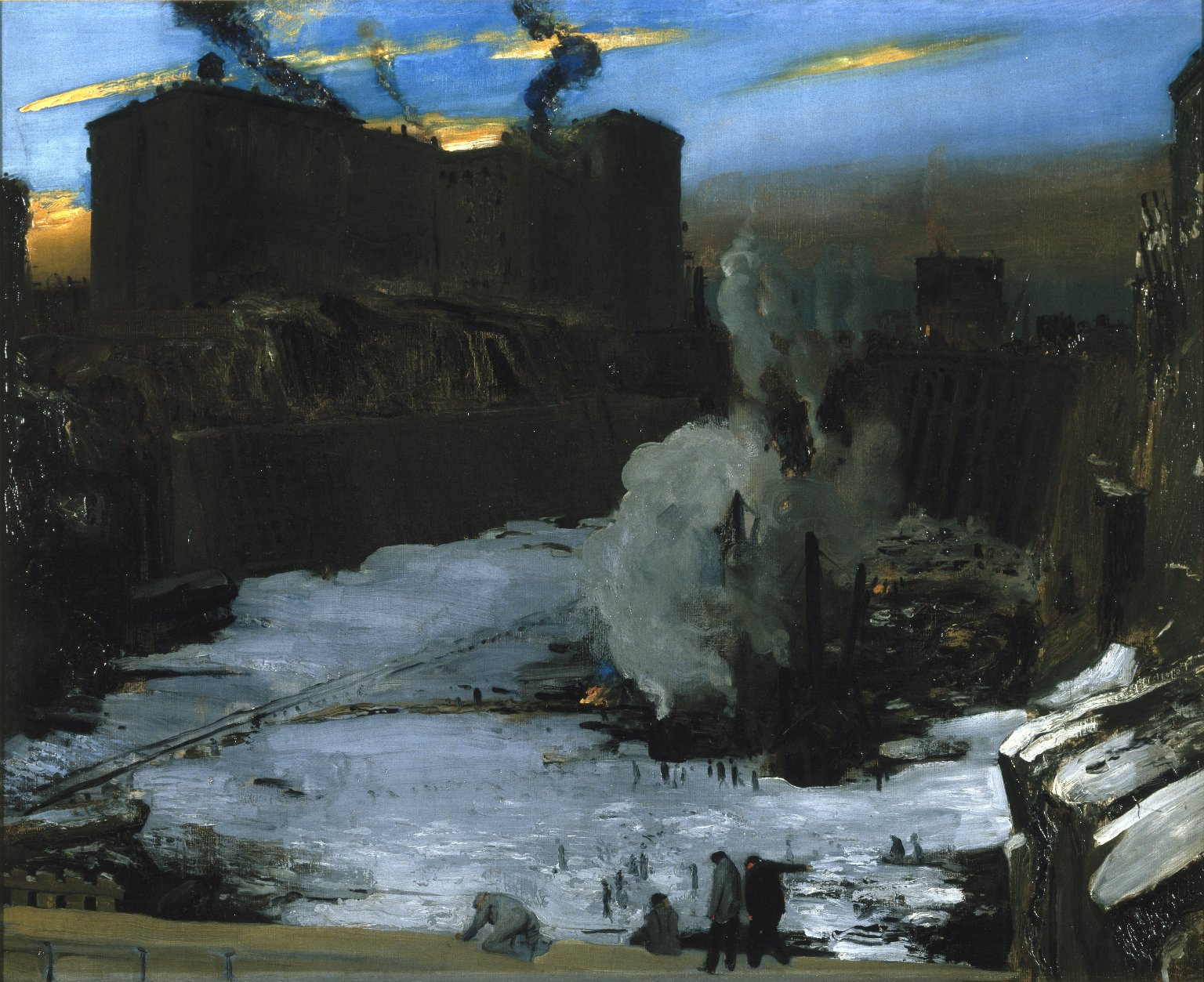
George Bellows: Pennsylvania Station építése, c. 1907–08, Brooklyn Museum
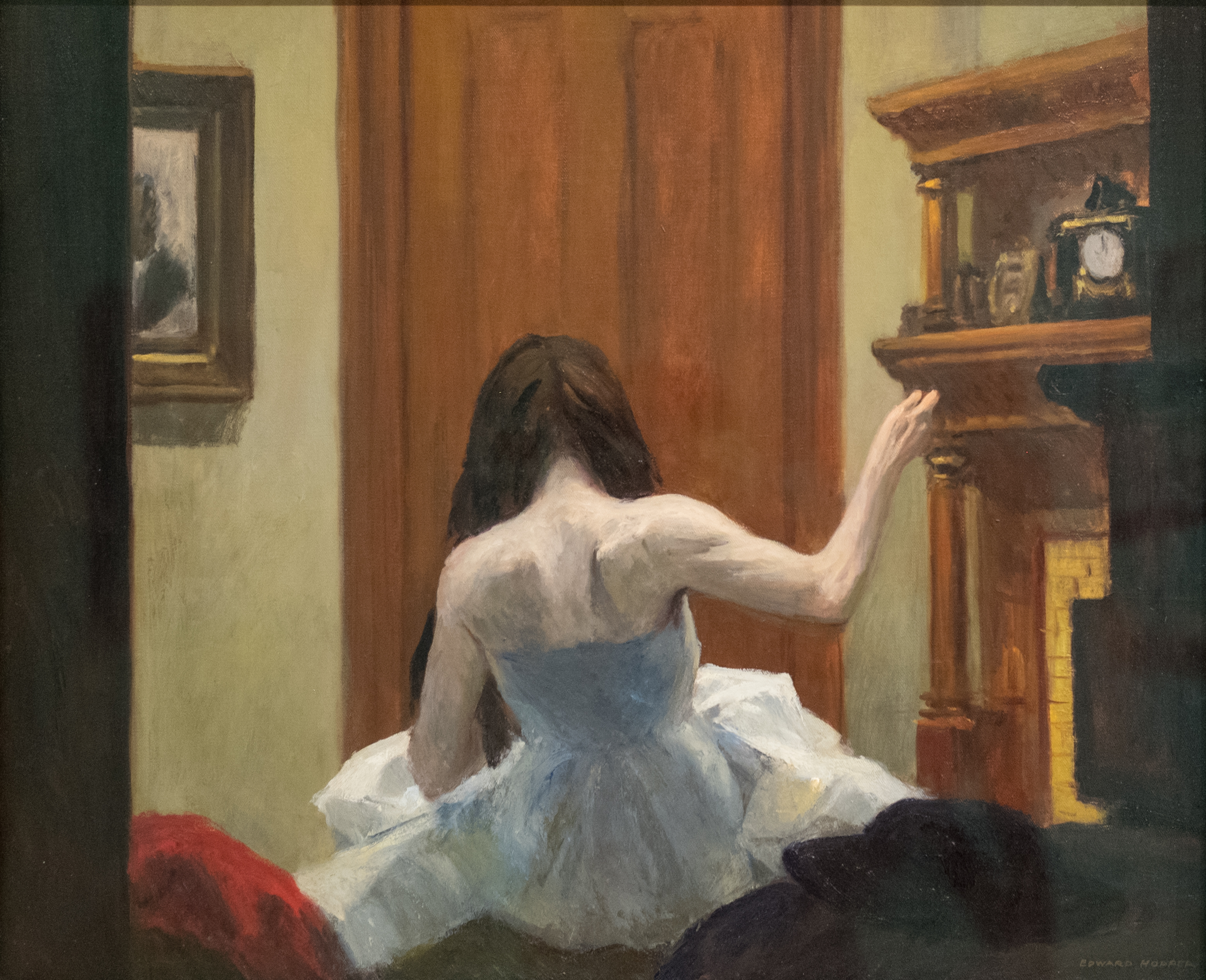
Edward Hopper: New York-i enteriőr, c. 1921, Whitney Múzeum